# Takumi Katai
Takumi Katai (japanisch 片井 巧 Katai Takumi; * 14. November 1995 in Shizuoka, Präfektur Shizuoka) ist ein japanischer Fußballspieler.

## Karriere
Takumi Katai erlernte das Fußballspielen in der Schulmannschaft der Fujieda Higashi High School sowie in der Mannschaft des National Institute of Fitness and Sports Kanoya. Seinen ersten Vertrag unterschrieb er am 1. Februar 2018 beim FC Imabari. Der Verein aus Imabari, einer Stadt in der Präfektur Ehime, spielte in der vierten Liga, der Japan Football League. Vom 24. Juli 2019 bis Saisonende wurde er an den Fünftligisten Kōchi United SC ausgeliehen. Mit dem Verein wurde er am Ende der Saison Meister der Shikoku Soccer League und stieg in die vierte Liga auf. Nach dem Aufstieg kehrte er zu Imabari zurück. Am Ende der Viertligasaison 2019 belegte Imabari den dritten Tabellenplatz und stieg somit in die dritte Liga auf. Hier spielte er noch ein Jahr. Im Januar 2021 unterschrieb er einen Vertrag beim Viertligisten Vonds Ichihara. Der Verein aus Ichihara spielt in der Kanto Soccer League (Div.1).

## Erfolge
Kōchi United SC
- Shikoku Soccer League: 2019  ▲